# Список денних метеликів Північних Маріанських Островів
Список денних метеликів Північних Маріанських Островів — список видів денних метеликів (Rhopalocera), які були зареєстровані на Північних Маріанських Островів. Всього у списку 18 видів з 5 родин.

## Головчаки(Hesperiidae)

### Hesperiinae
- Erionota thrax  (Linnaeus, 1767)

## Косатцеві(Papilionidae)

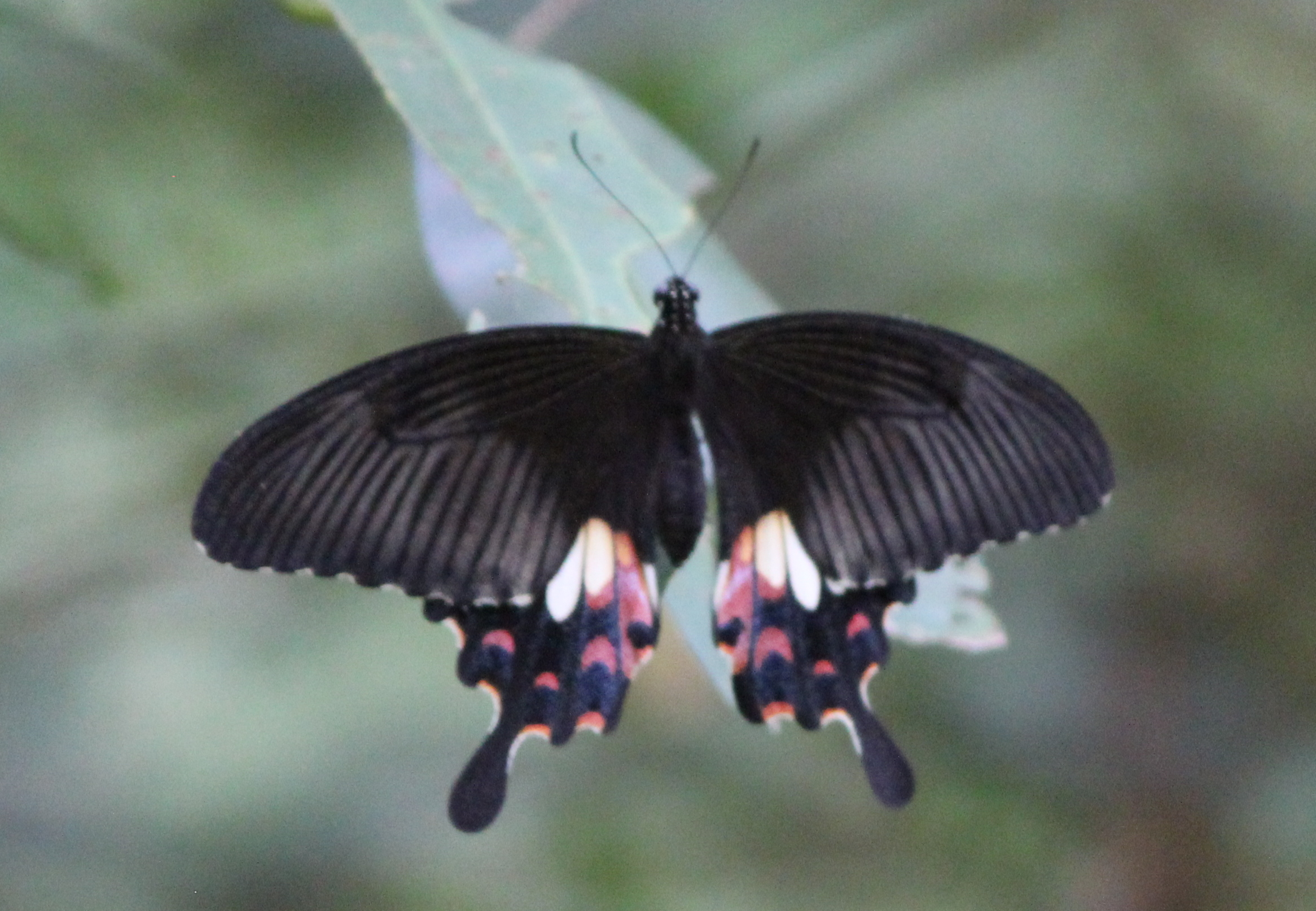
Papilio polytes

### Papilioninae
- Papilio xuthus  Linnaeus, 1767
- Papilio polytes palewensis  Nakamura, 1933

## Біланові(Pieridae)

### Coliadinae
- Catopsilia pomona  (Fabricius, 1775)
- Eurema blanda kishidai  Yata, 1994

## Синявцеві(Lycaenidae)

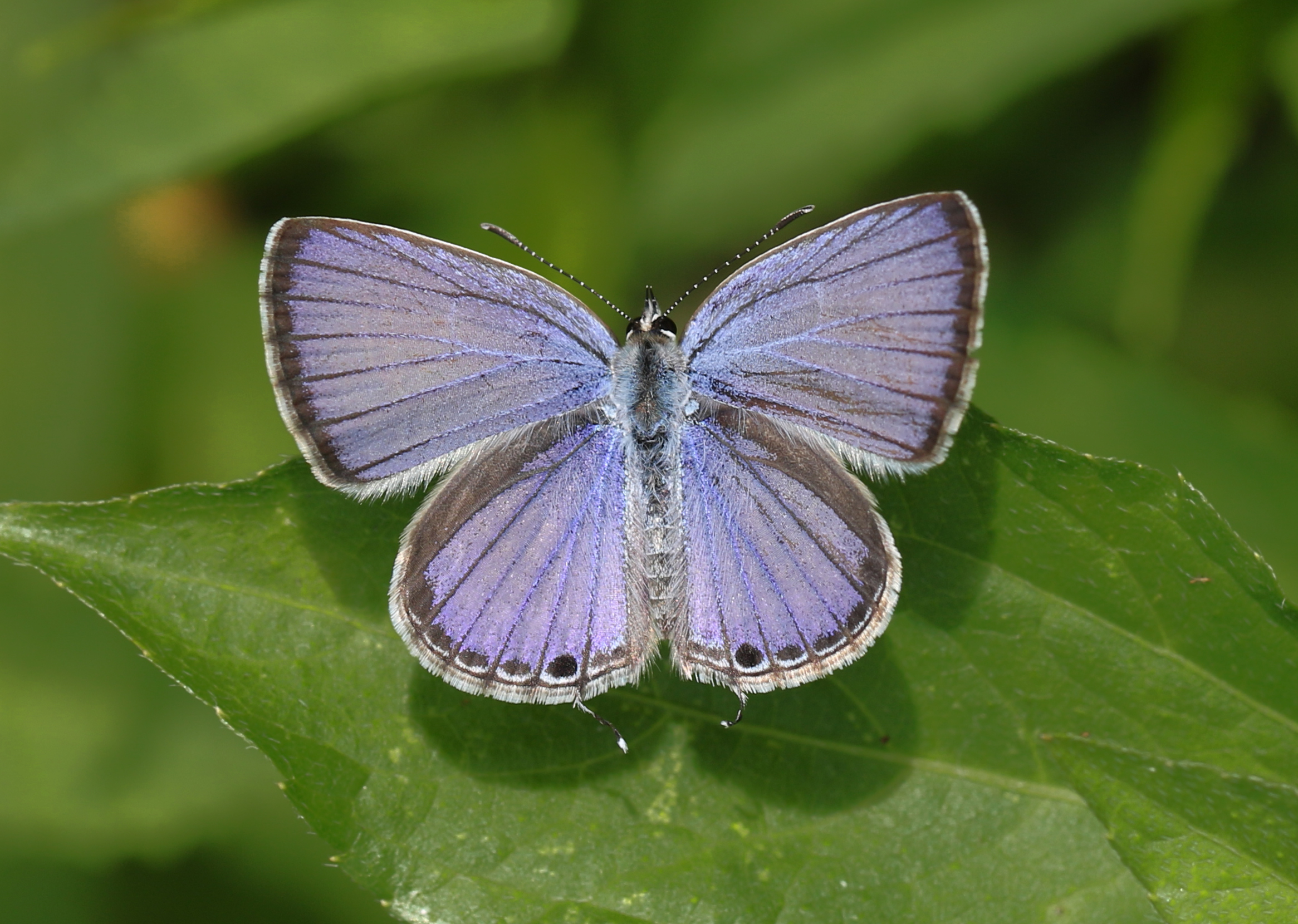
Luthrodes pandava

### Polyommatinae
- Lampides boeticus  (Linnaeus, 1767)  — синявець гороховий
- Zizula hylax dampierensis  (Rothschild, 1915)
- Luthrodes pandava  (Horsfield, 1829)

## Сонцевики(Nymphalidae)

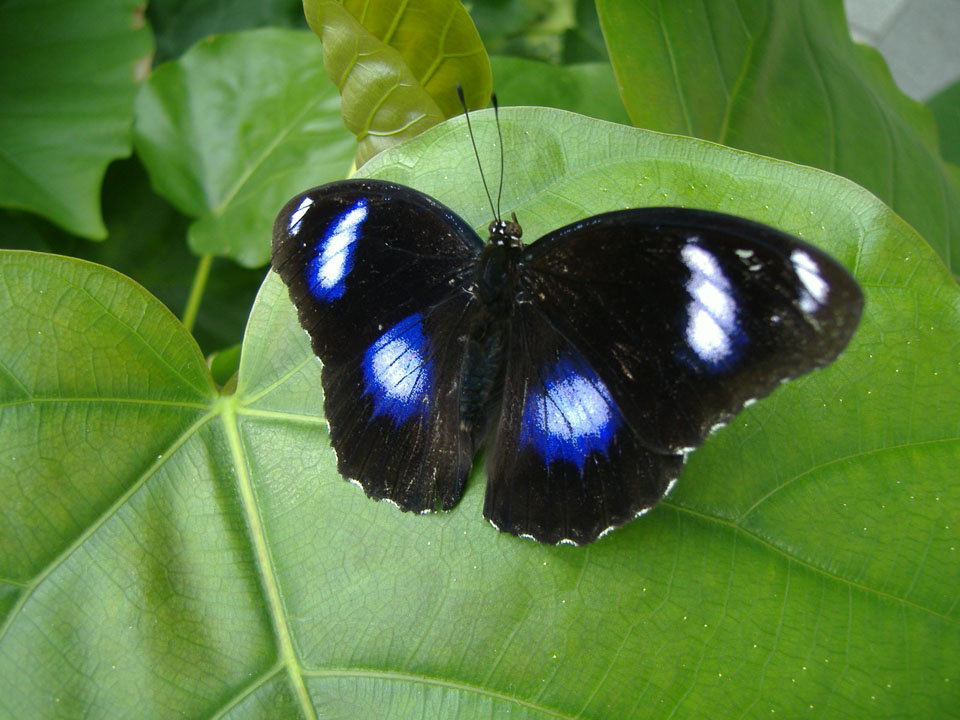
Hypolimnas bolina, самець

### Danainae
- Tirumala hamata hamata  (Macleay, 1826)
- Danaus plexippus plexippus  (Linnaeus, 1758)  — монарх
- Euploea eunice kadu  (von Eschscholtz, 1821)
- Euploea algea eleutho  (Quoy & Gaimard, 1824)

### Satyrinae
- Melanitis leda ponapensis  Mathew, 1889
- Ypthima baldus evanescens  (Butler, 1881)

### Nymphalinae
- Hypolimnas antilope anomala  (Wallace, 1869)
- Hypolimnas octocula marianensis  Fruhstorfer, 1912
- Hypolimnas bolina nerina  (Fabricius, 1775)

### Heliconiinae
- Vagrans egestina  (Quoy & Gaimard, 1824)